# Raúl Vallejo
César Raúl Enrique Vallejo Corral (Manta, 28 de junio de 1959) es un escritor y político ecuatoriano. Ha ocupado el cargo de Ministro de Educación en los gobiernos de Rodrigo Borja Cevallos, Alfredo Palacio y Rafael Correa, quien además lo nombró Ministro de Cultura y Patrimonio. En el ámbito literario, es uno de los escritores ecuatorianos más prolíficos de la actualidad, galardonado con premios nacionales e internacionales, entre los que destacan el Premio Real Academia Española, Premio de Poesía José Lezama Lima, el Premio Nacional de Literatura Aurelio Espinosa Pólit y el Premio Joaquín Gallegos Lara.

## Biografía
Nació el 28 de junio de 1959 en Manta, provincia de Manabí. Realizó sus estudios secundarios en el Colegio Salesiano Cristóbal Colón de Guayaquil, del que se graduó en 1977, y los superiores en la Universidad Católica de Guayaquil, en la que obtuvo el título de licenciado en letras en 1984. Posteriormente obtuvo una maestría en Artes en la Universidad de Maryland en College Park, con una beca del Programa Fulbright.
Entre 1982 y 1985 integró el taller de literatura del Banco Central del Ecuador en Guayaquil que coordinó el novelista ecuatoriano Miguel Donoso Pareja.
Durante la década de 1980 trabajó como periodista e investigó los primeros casos de VIH en Ecuador, lo que le despertó interés por retratar en su obra historias de personajes pertenecientes a la diversidad sexual y a convertirse en activista por los derechos de estas comunidades.

### Carrera literaria
En 1999 publicó la novela Acoso textual, con la que ganó el Premio Joaquín Gallegos Lara a la mejor novela publicada en 1999 y el Premio Nacional de Libro en 2000. La trama de la misma explora la búsqueda y construcción de la identidad del individuo en la era digital y es considerada una de las novelas pioneras de la literatura hispanoamericana en cuanto al uso de correos electrónicos como herramienta narrativa.
Durante su tiempo como embajador en Colombia publicó el libro de relatos Pubis equinoccial (2013), ganador del Premio Joaquín Gallegos Lara al mejor libro de cuentos del año y que incluyó el relato Bajo el signo de Isis, que ganó a su vez el premio de relato erótico de Radio Nacional de España en 2010. También publicó las novelas Marilyn en el Caribe (2015) y El perpetuo exiliado (2016). La primera de ellas, galardonada con el Premio Nacional de Novela Corta Pontificia Universidad Javeriana, narra la historia de un viejo jardinero yanqui que vive olvidado en La Habana, donde aparece un diario perdido de Marilyn Monroe que se entrelaza con una mujer que hace despertar los anhelos de amor del anciano.
En El perpetuo exiliado (2016), obra ganadora del Premio Internacional de Novela Héctor Rojas Herazo, Vallejo explora la vida del expresidente ecuatoriano José María Velasco Ibarra y su relación con la poetisa argentina Corina del Parral. La crítica literaria Cecilia Ansaldo dijo, al referirse a la novela, que bien podría ser la mejor obra de Vallejo, además de aseverar que la mismo lo ubica como un autor indispensable.
En 2017 ganó el Premio de Poesía José Lezama Lima por su poemario Mística del tabernario, otorgado por la Casa de las Américas.
Su novela Gabriel(a) obtuvo en 2018 el Premio de Novela Corta Miguel Donoso Pareja. La obra sigue la historia de Gabriela, una mujer transgénero guayaquileña que sueña con ser periodista y se enamora de un joven blanco heterosexual. El escritor Marcelo Báez, parte del jurado del concurso, aseveró en referencia a la novela que Vallejo "logra captar la voz de esta mujer con este personaje trans, es una recuperación total del registro coloquial que está entre lo heteronormativo y lo queer".
En 2024, ganó el Concurso Nacional de Literatura Miguel Riofrío con su novela Manuscrito de una crónica inconclusa.

### Vida política y académica
Ha participado como editorialista de temas varios en El Comercio y en Soho; y de temas educativos en el suplemento Educación y en la revista Vistazo. 
En el 2003 recibió el premio "Símbolos de Libertad - Jorge Mantilla Ortega" otorgado por el diario El Comercio (Ecuador), con el artículo de opinión "El regreso del padrino". Es, además, profesor de la Universidad Andina Simón Bolívar, sede Ecuador, donde dirige la revista de literatura Kipus. 
Fue Ministro de Educación, Cultura y Deportes (1991-1992) durante el gobierno presidido por Rodrigo Borja Cevallos, en representación de la Izquierda Democrática, partido en el que militó hasta el 18 de agosto de 2008. Antes de ejercer el ministerio, fue director ejecutivo de la Campaña nacional de alfabetización Mon. Leonidas Proaño.
El 29 de diciembre de 2005, bajo el mandato del presidente Alfredo Palacio, nuevamente ocupó el ministerio de Educación y Cultura. Durante su gestión logró que el Plan Decenal de Educación sea convertido en política de Estado con el voto mayoritario de la ciudadanía en el referéndum del 26 de noviembre de 2006. El 15 de enero de 2007, al asumir el gobierno el presidente Rafael Correa, fue ratificado como Ministro de Educación del nuevo régimen y ejerció el cargo hasta el 10 de abril de 2010. En diciembre de 2010, fue nombrado por el presidente Correa Embajador del Ecuador en Colombia.
Ha sido profesor de colegios en el ámbito público y privado y de la Universidad Católica de Guayaquil. Es profesor fundador de la Universidad Andina Simón Bolívar, sede Ecuador.
En el gobierno de Rafael Correa se han destacado proyectos como la Ley de Educación Intercultural y el "Plan decenal de educación", así como la evaluación del sistema educativo -en procura de mejorar la calidad de la enseñanza- y la eliminación de los cobros en planteles fiscales y la entrega gratuita de textos escolares, uniformes y desayuno, lo que llevó a la universalización de la Educación General Básica (de 1º a 10º grado) en Ecuador. Su labor ha tenido gran aceptación ciudadana, pero a su vez, resistencia por parte de grupos político-gremiales, en especial la UNE (Unión Nacional de Educadores).
A principios de mayo de 2016 fue nombrado ministro de Cultura y Patrimonio del Ecuador por el presidente Rafael Correa.

## Obras

### Cuentos
- Cuento a cuento cuento, Guayaquil, 1976
- Daguerrotipo, Guayaquil, 1978
- Máscaras para un concierto, Bogotá, 1986
- Solo de palabras, Quito, 1988
- Fiesta de solitarios, Quito, 1992
- Huellas de amor eterno, Quito, 2000
- Pubis equinoccial, Bogotá, 2013

### Novelas
- Acoso textual, Quito, 1999
- El alma en los labios, Quito, 2003
- Marylin en el Caribe, Bogotá, 2015
- El perpetuo exiliado, Bogotá, 2016
- Gabriel(a), Bogotá, 2019

### Poesía
- Cánticos para Oriana, Quito, 2003
- Crónicas de un mestizo, Quito, 2007
- Missa solemnis, Quito, 2008
- Cantos de un feligrés: muestrario de poemas, Quito, 2012
- Mística del tabernario, 2017

### Ensayos
- Emelec: cuando la luz es muerte, Quito, 1988
- Una utopía para el siglo XXI: reflexiones sobre una experiencia de gestión educativa (1988-1992), Quito, 1994
- Crónica mestiza del nuevo Pachakutik, Ecuador: del levantamiento indígena de 1990 al ministerio étnico, Maryland, 1996
- Manual de escritura académica: guía para estudiantes y profesores, Quito, 2003
- Lectura y escritura: manías de solitarios, Quito, 2010

### Antologías
- Manía de contar: antología personal 1976-1988, Quito, 2001
- Vastas soledades breves: cuentos escogidos, Cuenca, 2004
- Memorial de amores: cuentos escogidos, Quito, 2004
- Opera prima y otros corazones, Quito, 2011

## Premios y reconocimientos
- Ganador del premio nacional de Cuento Ismael Pérez Pazmiño, 70 Años de diario El Universo, 1991, por el libro: Fiesta de solitarios
- Ganador del premio nacional  Joaquín Gallegos Lara, al mejor libro publicado, 1992, por: Fiesta de solitarios
- Ganador del premio Aurelio Espinosa Pólit, 1999, por el libro: Huellas de amor eterno
- Ganador del premio nacional  Joaquín Gallegos Lara, 1999, por la novela: Acoso textual
- Ganador del primer premio de la VI Bienal de Poesía de Cuenca, 2006, por el libro: Crónicas de un mestizo
- Ganador del premio de novela corta de la Universidad Javeriana, Bogotá, 2014, con la novela: Marilyn en el Caribe
- Mención honorífica en la VII edición del Premio Internacional de Ensayo Mariano Picón Salas, 2015, por: Bolívar y Manuela. La palabra apasionada de los patriotas amantes
- Ganador de la II convocatoria del premio internacional de novela Héctor Rojas Herazo, 2015, por El perpetuo exiliado
- Ganador del Premio Real Academia Española 2018, por El perpetuo exiliado